# Bill Watterson

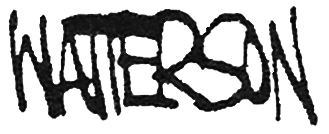
Signatur

William B. „Bill“ Watterson II (* 5. Juli 1958 in Washington, D.C.) ist ein amerikanischer Comiczeichner, der durch seinen von 1985 bis 1995 veröffentlichten Comicstrip Calvin und Hobbes bekannt wurde.

## Werdegang
Im Alter von sechs Jahren zog Bill Watterson mit seinen Eltern nach Chagrin Falls in Ohio. Von 1976 bis 1980 besuchte er das Kenyon College in Gambier.
Sein Studium der Politikwissenschaften schloss er angeblich dank eines Freundes, der Zugang zum Zentralrechner des Colleges hatte, mit einem Bachelor ab. Schon in seiner High-School-Zeit fing er mit dem Comiczeichnen an. Er lernte in der Schule Deutsch. Viele seiner High-School-Comics waren auf Deutsch verfasst und wurden von ihm für seinen Deutschlehrer gezeichnet. Auf dem College zeichnete er einige Cartoons für die College-Zeitung.
Nach seinem Studium fand er bei der Tageszeitung The Cincinnati Post eine Anstellung als Cartoonist, die er jedoch nach ein paar Monaten verlor.
Der Versuch, eigene Comicstrips bei Pressesyndikaten unterzubringen, scheiterte. Calvin und Hobbes waren am Anfang reine Nebenfiguren, die in den Comicstrips erschienen. Eines der Syndikate schlug vor, über diese Figuren einen Comic zu zeichnen. Ironischerweise lehnte dasselbe Syndikat den Calvin-und-Hobbes-Strip ab. Allein das Universal Press Syndicate ging das Risiko ein und veröffentlichte seine Comicstrips.

## Die Calvin-und-Hobbes-Ära
In der Zeit von 1985 bis 1995 erschien Calvin und Hobbes in 2300 Zeitungen. Calvins Vater sieht Bill Wattersons Vater im entsprechenden Alter sehr ähnlich. Es wurden bis dato mehr als 23 Millionen Calvin-and-Hobbes-Bücher verkauft.
Der letzte Comicstrip erschien am 31. Dezember 1995. In seinem Abschiedsbrief an die Zeitungs-Redaktion schrieb er folgendes:

„Es ist eine Entscheidung, die ich mir nicht leicht gemacht habe, und ich verkünde meinen Rücktritt nicht ohne Schmerz, aber in der letzten Zeit habe ich begonnen, mich mehr und mehr für andere Dinge zu interessieren. Mit Blick auf die Zwänge, die mir die engen Abgabetermine und die kleinen Zeichenfelder auferlegt haben, denke ich, dass ich mein Möglichstes getan habe. Ich möchte in Zukunft mehr Zeit für mich haben und weniger künstlerische Kompromisse eingehen müssen. Ich habe mir noch keine Gedanken über zukünftige Projekte gemacht, aber ich werde auch weiterhin mit Universal Press Syndicate zusammenarbeiten.“

Entgegen der üblichen Vermarktungspolitik bei Comicstrips wehrte sich Watterson immer gegen die Vermarktung seiner Figuren (z. B. auf Tassen, T-Shirts etc.). Auch die Vermarktung als Fernsehserie verhinderte er.
Im November 2012 erzielte einer seiner Calvin & Hobbes-Cartoons bei einer Auktion bei Heritage Auctions (Dallas) einen Erlös von 203.150 US-Dollar. Damit ist das handgemalte Original aus dem Jahre 1986 in der Größe eines DIN-A4-Blatts der teuerste jemals bei einer Auktion versteigerte Cartoon.

## Heute
Heute lebt Bill Watterson mit seiner Frau und seiner Tochter zurückgezogen in Cleveland Heights (Ohio). Von Ende der 1980er Jahre bis Anfang 2010 gab er keine Interviews. Seine Lieblingscomics sind Charles M. Schulz’ Peanuts sowie die Strips Krazy Kat (erschien 1913–1944) und Pogo (erschien 1948–1975). Vom 4. bis 6. Juni 2014 zeichnete er an den Ausgaben des Strips Pearls before Swine des Künstlers Stephan Pastis mit. 2015 gestaltete er das Poster des berühmten Angoulême-Comicfestivals (frz. Festival International de la Bande Dessinée d’Angoulême).

## Ehrungen/Preise (Auswahl)
- 1989 Harvey Award, Special Award for Humor (Sonderauszeichnung für Humor) für Calvin und Hobbes.
- 1990 Max-und-Moritz-Preis für den besten Comic-Strip (Calvin und Hobbes).
- 1992, 1993 und 2006 Eisner Award (in verschiedenen Kategorien).
- 1996 Yellow Kid Award, verliehen bei der Expo Cartoon Convention in Rom von der Italian International Comics and Cartooning Exhibition.
- 2014 erhielt Watterson auf dem Festival International de la Bande Dessinée d’Angoulême den Grand Prix de la Ville d’Angoulême für sein Lebenswerk. Watterson war bei der Preisverleihung nicht zugegen. Er „meidet öffentliche Auftritte so konsequent, dass er die mit dem Preis verbundenen Pflichten des Festivalpräsidenten 2015 wohl kaum wahrnehmen wird.“[4]
- Der Asteroid (7784) Watterson wurde nach ihm benannt.